# C.Gambino
C.Gambino, pseudonimo di Karar Ali Salem Ramadan (Stoccolma, 4 aprile 1998 – Göteborg, 5 giugno 2024), è stato un rapper svedese.

## Biografia
C.Gambino si è fatto conoscere col primo album in studio Sin City (2022), classificatosi 2º nella Sverigetopplistan; il progetto contiene i brani dischi di platino M5 e CCTV.
In Memory of Some Stand Up Guys, uscito nel gennaio 2024, si è collocato al vertice della classifica svedese, entrando anche la Hitlisten, la VG-lista e la Suomen virallinen lista, ed è stato riconosciuto in una categoria su due ai Grammis. Si è portato a casa un premio Grammis per l'hip hop dell'anno, e ha accumulato sei dischi di platino e sette d'oro, equivalenti a 760 000 unità certificate dalla IFPI Sverige.
È stato ritrovato morto a seguito di una sparatoria avvenuta a Göteborg nel giugno 2024.

## Discografia

### Album in studio
- 2022 – Sin City
- 2024 – In Memory of Some Stand Up Guys

### EP
- 2020 – Demons No Angels (DNA)
- 2023 – M.O.B (con 23)

### Singoli
- 2019 – Rebell
- 2019 – Buntar (con Aden)
- 2020 – Lala
- 2020 – Nada
- 2020 – Redo
- 2020 – Tap Tap
- 2020 – Cosa nostra (con 2.clock)
- 2020 – Coca
- 2021 – Dangerous
- 2021 – Svävar
- 2021 – Cante
- 2021 – CCTV
- 2021 – Tankar
- 2021 – Bando
- 2022 – Regler (Båset)
- 2022 – Say Less
- 2022 – En chans (con 23)
- 2022 – XXX (Bow Wow Wow)
- 2023 – Ghetto psykos (GS) (con 01an)
- 2023 – G63
- 2023 – Catwalk
- 2023 – Automatic
- 2023 – Silent Hills
- 2024 – OTR (On the Road) (con Deso)
- 2024 – Sista gång